# برو إفولوشن سوكر 2012
برو إفلوشن سوكر 2012 (اختصاراً لـ بيس 2012 والمعروف رسمياً باسم ورلد سوكر : وينجج ألفن 2012 في آسيا) هو الإصدار الحادي عشر من سلسلة برو إفلوشن سوكر التي تطورها وتنشرها شركة كونامي بمساعدة إنتاج من فريق بلو سكاي، وسيتم استبدال لاعب نادي برشلونة ليونيل ميسي الذي كان يظهر على غلاف ألعاب هذه السلسلة منذ برو إفلوشن سوكر 2009 بلاعب نادي ريال مدريد كريستيانو رونالدو، في حين سيظهر اللاعب شينجي كاغاوا في النسخة اليابانية.
مثل الإصدارات السابقة من اللعبة، سوف يكون ذلك مرخص حصريا من قبل الاتحاد الأوروبي لكرة القدم لاحتواء مسابقات دوري أبطال أوروبا، دوري أوروبا وكأس السوبر مع الحصول أيضا على ترخيص من اتحاد أمريكا الجنوبية لميزة كوبا سانتاندير ليبرتادوريس. الحكام الذين يديرون مباريات دوري أبطال أوروبا، دوري أوروبا، وكأس السوبر سيرتدون الزي الرسمي لدوري أبطال أوروبا، والتي تعتبر الأولى من نوعها في السلسلة.
أعلنت شركة كونامي يوم 28 يوليو 2011 بأن برو إفولوشن سوكر 2012 ستصدر على أجهزة بلاي ستيشن 3، إكس بوكس 360 ومايكروسوفت ويندوز في يوم 14 أكتوبر 2011 في أوروبا. تاريخ إصدار المزيد من الصيغ في المناطق أخرى لم يتم بعد الإعلان عنها. سوف تكون اللعبة باللغة العربية بالقوائم فقط وياتي هذا التعريب بعد تعريب فيفا 12.

## طريقة اللعب
طريقة اللعب وواجهة اللعب لم تختلف كثيرا عن نسخة عام 2011 لكن هناك تغييرات من حيث الذكاء الصناعي والسرعة والجرافيكس والفزياء الحركي للاعبين
من بين هذه الميزات الجديدة هي التحكم بالاعب الزميل في الفريق مثلا عندما تاخذ ضربة حرة سوف تتحكم بالاعب المتواجد في المقدمة لتعطيه توزيعة أو كرة بينية عندما تكون مستعد وهذا الامر ينطبق على الرميات الحرة وضربات الركنية وضربات التماس  من ناحية الفزياء أصبح الاعب أكثر مرونة وتفاعلية عكس نسخة 2010 وشبيه بالواقع لحد ما 
من ناحية الجرافيكس تم إضافة اشياء في اللعبة على سبيل المثال تغيير شكل الشباك المتراخي إلى الشكل العصري وإضافة مدربين إلى ارضية الميدان في وقت اللعب وتغيير شكل الجماهير الكرتوني إلى شكل ثلاثي اللابعاد واشياء أخرى 

## المحتوى
على عكس تكرار النسخ الثلاثة السابقة من سلسلة بيس، سيكون الدوري الإسباني الآن مرخص بالكامل.

### الدوريات
- الدوري الفرنسي
- الدوري الهولندي
- الدوري الإسباني

الدوريات التالية مرخصة جزئيا.
- الدوري الإنجليزي — فرقين فقط مرخصين: مانشستر يونايتد وتوتنهام هوتسبر.
- الدوري الإيطالي — جميع الفرق مرخصة، ولكن الشعار واسم الدوري غير مرخصين.
- الدوري البرتغالي — 3 فرق مرخصة: بنفيكا، بورتو وسبورتينغ لشبونة.

### فرق أخرى
| - غينك - ستاندارد لييج - دينامو زغرب - سبارتا براغ - نادي كوبنهاغن - نادي هلسنكي - باير ليفركوزن - بايرن ميونخ - أيك أثينا - أوليمبياكوس | - باناثينايكوس - باوك - نادي روزنبورغ - فيسلا كراكوف - أوتسيلول غالاتس - سسكا موسكو - روبين كازان - زينيت سانت بطرسبرغ - سيلتيك - رينجرز | - أيك لكرة القدم - بازل - بشيكتاش - فنربخشه - غلاطا سراي - ترابزونسبور - شاختار دونيتسك - دينامو كييف - بوكا جونيورز - ريفر بليت |

## وصلات خارجية
- برو إفولوشن سوكر 2012 على موقع IMDb (الإنجليزية)
- برو إفولوشن سوكر 2012 على موبي غيمز
- PES 2012 Unofficial Update
- Generally PES Unofficial News & Updates Blog / Forums
- Unofficial PES Discussion & Editing Forums